# فابيو براز
فابيو براز (بالبرتغالية: Fábio Braz‏) هو لاعب كرة قدم برازيلي في مركز الدفاع، ولد في 2 ديسمبر 1978 في ساو باولو في البرازيل. لعب مع نادي أمريكا ونادي أنابولينا ونادي بارانا ونادي برازيليا ونادي غواراني ونادي فاسكو دا غاما ونادي كريسيوما ونادي كورينثيانز ونادي موجي ميريم.